# Щоденники вбивцебота (телесеріал)
«Щоденники вбивцебота» (англ. Murderbot, досл. «Вбивцебот») — американський науково-фантастичний телесеріал Apple TV+, оснований на серії книг «Щоденники вбивцебота» Марти Веллс. Головну роль грає Александер Скашгорд. Сценаристами, режисерами та продюсерами виступили Кріс Вайц і Пол Вайц.

## Синопсис
Розумний охоронний андроїд, який зве себе Вбивцеботом, має приховувати свою здатність до вільного мислення, виконуючи небезпечні завдання, і водночас його тягне до людей і жахає їхня слабкість.

## Акторський склад

### Головні ролі
- Александер Скашгорд — Вбивцебот (займ. it), конструкт із Корпоративного кільця, вартмех, що зламав свій модуль контролю

Експедиція «Допзбереження» з Альянсу збереження
- Нома Думезвені — докторка Айда Менса, експертка з тераформування, глава експедиції й Альянсу збереження
- Девід Дастмалчян — доктор Ґуратін, модифікована людина
- Сабріна Ву[en] — Пін-Лі (займ. they), юриста, у шлюбі з Арадою
- Акшай Ханна[en] — Ратті, фахівець з подорожей червоточинами
- Тамара Подемскі[en] — професорка Барадвадж, геохімікиня
- Татьяна Джонс[en] — докторка Арада, біологиня, у шлюбі з Пін-Лі

### Другорядні
Акторський склад серіалу «Зліт і падіння Місяця прихистку»
- Джон Чо — Екні Джеф Чем (у ролі капітана Хоссейна)
- Кларк Грегг — Арлетті (у ролі лейтенанта Кулерва)
- Джек Макбраєр[en] — Брейлер МокЖак (у ролі навігаційного офіцера Гордопа-Скланча)
- ДеВанда Вайз[en] — пордрон Бретні III Рош (у ролі нав бота 337 Альт 66)

### Епізодичні
- Анна Конкл[en] — Лібібі
- Аманда Брюґель[en] — глава «Сірого Кризу»

## Епізоди
| № серії | Назва серії                                                     | Режисер(и)     | Сценарист(и)         | Оригінальна дата показу |
| ------- | --------------------------------------------------------------- | -------------- | -------------------- | ----------------------- |
| 1       | «Вільноторг» «FreeCommerce»                                     | Пол Вайц       | Пол Вайц і Кріс Вайц | 16 травня 2025          |
| 2       | «Зоровий контакт» «Eye Contact»                                 | Кріс Вайц      | Кріс Вайц і Пол Вайц | 16 травня 2025          |
| 3       | «Оцінка ризиків» «Risk Assessment»                              | Тоа Фрейзер    | Пол Вайц і Кріс Вайц | 23 травня 2025          |
| 4       | «Протокол для втечі» «Escape Velocity Protocol»                 | Тоа Фрейзер    | Кріс Вайц і Пол Вайц | 30 травня 2025          |
| 5       | «Війна бунтівників: вічний трекер» «Rogue War Tracker Infinite» | Пол Вайц       | Пол Вайц і Кріс Вайц | 6 червня 2025           |
| 6       | «Командний канал» «Command Feed»                                | Аврора Ґерреро | Кріс Вайц і Пол Вайц | 13 червня 2025          |
| 7       | «Комплементарний вид» «Complementary Species»                   | Розанна Лян    | Пол Вайц і Кріс Вайц | 20 червня 2025          |
| 8       | «Чужорідний об'єкт» «Foreign Object»                            | Аврора Ґерреро | Кріс Вайц і Пол Вайц | 27 червня 2025          |
| 9       | «Усі системи: небезпека» «All Systems Red»                      | Розанна Лян    | Пол Вайц і Кріс Вайц | 4 липня 2025            |
| 10      | «Периметр» «The Perimeter»                                      | Пол Вайц       | Кріс Вайц і Пол Вайц | 11 липня 2025           |

## Виробництво
У 2021 році авторка серії книг Марта Веллс повідомила, що потенційна адаптація серіалу знаходиться в розробці, і що вона прочитала сценарій і була «справді в захваті від нього». У 2022 році серіал почали розробляти для Apple TV+, але кастинг було відкладено через страйк SAG-AFTRA 2023. Веллс виступила консультанткою проєкту. Перший сезон адаптував повість «Всі системи: небезпека».
У грудні 2023 року стало відомо, що Александер Скашгорд долучився до серіалу на головну роль та як виконавчий продюсер. У лютому 2024 року до акторського складу приєдналися Девід Дастмалчян і Нома Думезвені. У березні до акторського складу приєдналися Сабріна Ву, Татьяна Джонс, Акшай Ханна й Тамара Подемскі.
10 липня 2025 року серіал був продовжений на другий сезон. Шоуранери Кріс і Пол Вайц припустили, що він об'єднає наступні три книги серії.

### Знімання
Знімання проходило в березні — червні 2024 року в Торонто й провінції Онтаріо.

## Випуск
«Щоденники вбивцебота» почали транслюватися на Apple TV+ у травні 2025 року, з українськими субтитрами. Перші дві з 10 серій вийшли 16 травня, інші виходили щотижня. 

## Сприйняття
Серіал отримав «здебільшого схвальні» рецензії на агрегаторі Metacritic, із середньозваженою оцінкою 70/100 від 28 критиків і статусом «обов'язково переглянути». На Rotten Tomatoes в нього схвальні 96 % із 76 рецензій критиків, середня оцінка 7,5/10 і статус «сертифікований свіжий».